# Quiznos
Quiznos é uma rede de restaurantes americana de fast-food, especializada em sanduíches submarinos e saladas. O primeiro restaurante Quiznos foi aberto em 1981, em Denver, Colorado. O sucesso levou Rick Schaden a comprar sua primeira franquia no ano 1987 em Boulder. Em 1991 ele e seu pai compraram toda a operação de franquias que já somava 18 restaurantes. A história se espalhou pelo globo, com mais de 3.500 lojas em mais de 30 países e territórios.

## Quiznos no Mundo

### América Central
- Aruba
- Bahamas
- Belize
- Ilhas Caimã
- Costa Rica
- El Salvador
- Granada
- Guadalupe
- Guatemala
- Guiana
- Honduras
- Ilhas Virgens Americanas
- República Dominicana
- Jamaica
- São Martinho
- Panamá
- Paraguai

### América do Norte
- Canadá
- Estados Unidos
- México

### Ásia
- Arábia Saudita
- Coreia do Sul
- Filipinas
- Índia
- Kuwait
- Catar
- Singapura

### Europa
- Países Baixos
- Irlanda
- Islândia
- Reino Unido
- Rússia

## Ligações Externas
- Página oficial